# Протестантское кладбище Ферикёй
Протестантское кладбище Ферикёй (тур. Feriköy Protestan Mezarlığı) — христианское кладбище в Стамбуле (Турция). Кладбище расположено в квартале Ферикёй стамбульского района Шишли, в приблизительно 3 км к северу от площади Таксим.
Земля для этого кладбища была подарена в 1857 году османским правительством ведущим протестантским державам того времени: Великобритании, Пруссии, США, Нидерландам, Швеции, Норвегии, Дании и Ганзе.
В Стамбуле всех членов реформатских церквей хоронят на протестантском кладбище в Ферикёе. Места захоронений распределяются Генеральным консульством. С момента его открытия на этом месте было захоронено в общей сложности около 5 000 человек. На его территории представлены образцы различных стилей памятников и мемориалов с XVII века по настоящее время. Камни вдоль его стен являются одними из последних останков старого французского кладбища на «Великих полях мертвых» Перы, которое было потеряно в результате процесса урбанизации в XIX веке. Генеральные консулы Германии, Великобритании, США, Нидерландов, Швеции, Венгрии и Швейцарии обязаны следить за кладбищем. Они обмениваются задачами по его управлению раз в два года.

## История
C 1840 по 1910 год территория Стамбула, простирающаяся на север от площади Таксим до Шишли, преобразовывалась из открытой сельской местности в густонаселённый жилой район. Карты Стамбула начала XIX века демонстрируют большую часть территории в этом направлении, занятую немусульманскими захоронениями, известную как «Великие поля мёртвых», с французским участком непосредственно на пути основного маршрута расширения городского пространства. Расширение города под влиянием западных моделей урбанистики привело к закрытию стамбульского «города мертвых», всемирно известного некрополя.
К 1842 году, по свидетельству миссионера Уильяма Гуделла, это кладбище уже начинало уничтожаться. Он потерял своего девятилетнего сына Константина Вашингтона, умершего от брюшного тифа в 1841 году, и похоронил его во французской части «Великих полей мёртвых».
Однако, это могила тоже вскоре оказалась потревоженной из-за бурного городского развития. В июле 1863 года останки более чем дюжины американцев, в том числе Константина Вашингтона Гуделла, были эксгумированы со старого французского кладбища на «Больших полях смерти». Они были перемещены вместе с их надгробиями, на новое евангелическое кладбище в Ферикёе, созданное в 1850-е годы по приказу султана Абдул-Меджида I.
Земля, ранее занятая могилами, была отдана для превращения в общественный парк, который открылся под названием сад Таксим в 1869 году.
Первый покойник был похоронен на новом кладбище в ноябре 1858 года, но официально оно было открыто только в начале 1859 года. Хотя кладбище было создано в первую очередь для иностранцев, отдельная секция в юго-западном углу была отведена армянским протестантам.